# دوري السوبر الشمالي
دوري السوبر الشمالي (بالإنجليزية: Northern Super League) و(بالفرنسية: Super Ligue du Nord) هو دوري كرة القدم النسائي الأول في كندا تأسس عام 2025. وهو مملوك لمؤسسة بورجكت 8 سبورتس.

## الأندية المشاركة
1. أوتاوا رابيد
2. إيه إف سي تورونتو
3. فانكوفر رايز
4. كالغاري وايلد
5. مونتريال روزز
6. هاليفاكس تايدز

## وصلات خارجية
- الموقع الرسمي